# Грейт-Лейк
Грейт-Лейк (англ. Great Lake) — озеро, расположенное в северной части Центральной возвышенности острова Тасмания (Австралия). Оно представляет собой естественное озеро, которое было значительно увеличено в результате постройки плотины. Площадь озера — 170 км². Тем самым, оно является третьим по площади из естественных и искусственных водоёмов Тасмании, вслед за водохранилищем Гордон (271 км²) и озером Педдер (239 км²), которые находятся на юго-западе Тасмании.

## География

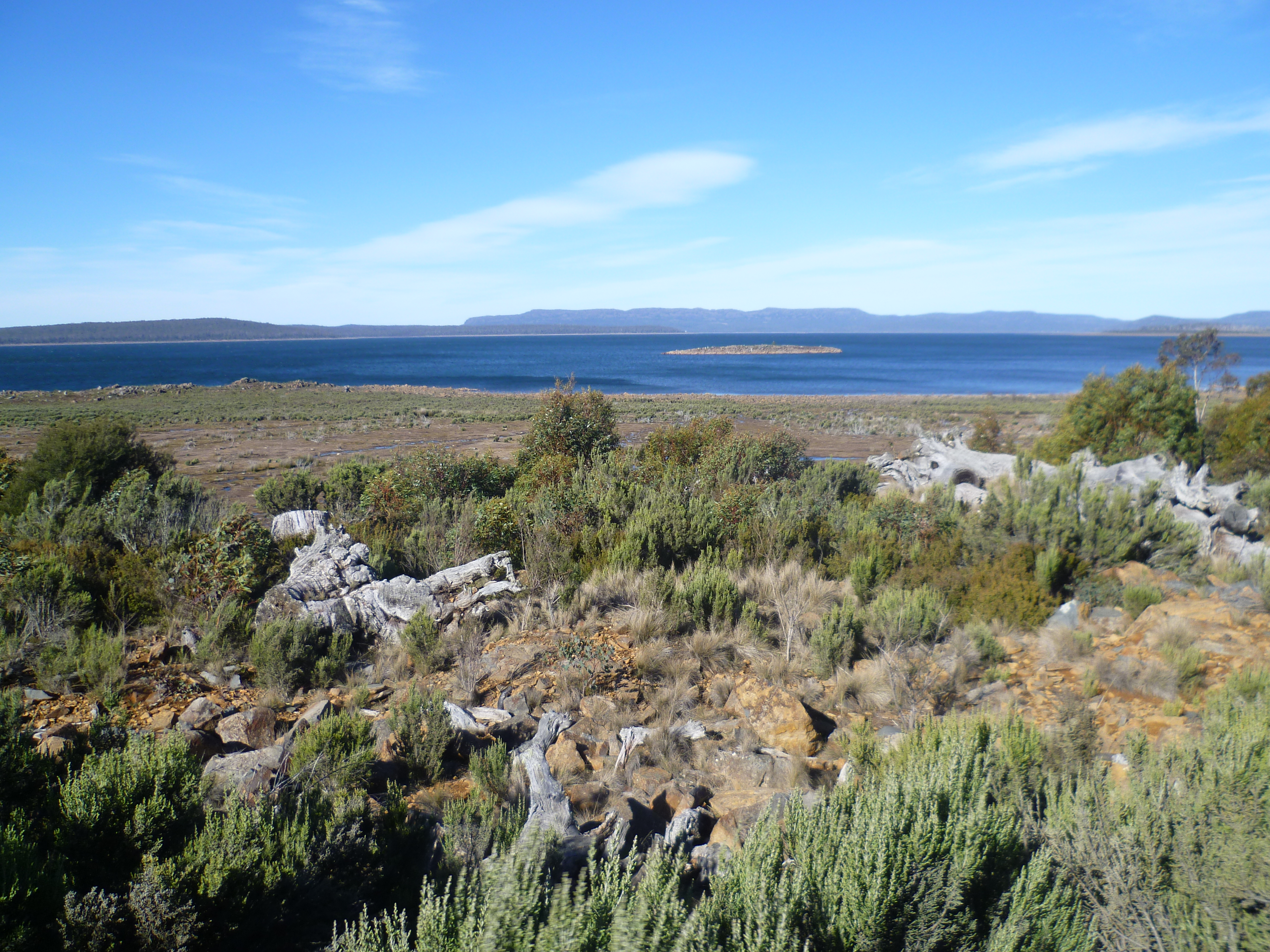
Вид на Грейт-Лейк с западного берега

В озеро Грейт-Лейк впадает несколько мелких рек и ручьёв, а вытекает только одна река — Шаннон, которая потом течёт на юг, впадает в реку Уз, которая, в свою очередь, впадает в реку Деруэнт. У самой южной оконечности озера, где из него вытекает река Шаннон, находится плотина. Кроме этого, Грейт-Лейк соединён каналом с соседним озером Артурс, которое расположено с юго-восточной стороны.
На озере есть несколько островов, самыми крупными из которых являются Рейнолдс (Reynolds Island), Хауэллс-Нек (Howells Neck) и Макланаканс-Пойнт (MacLanachans Point Island).
С юго-востока (со стороны Хобарта) к Грейт-Лейк подходит автомобильная дорога  Lake Highway (или Highland Lakes Road). Огибая озеро с юга и запада, она продолжается на север в сторону Девонпорта. Юго-западнее озера Грейт-Лейк от дороги  ответвляется дорога  (Poatina Road), которая проходит с восточной стороны озера и продолжается на север к Лонсестону.

## История
Озеро было известно тасманийским аборигенам с давних пор. Они обычно приходили в эти края летом, чтобы охотиться на кенгуру и водоплавающих птиц. По-видимому, первым из людей европейского происхождения это озеро увидел охотник на кенгуру Томас Тумбс (Thomas Toombs) — это было в 1815 году. «Официальное» открытие озера датируется 1817 годом, когда там побывал Джон Бомонт (John Beaumont), протеже тогдашнего лейтенант-губернатора Земли Ван-Димена (так тогда называлась Тасмания) Томаса Дейви.
На карте Земли Ван-Димена 1826 года это озеро было обозначено как A Large Lake («большое озеро»). При этом река, вытекающая из него, уже носила своё нынешнее название Шаннон (Shannon). На карте 1837 года озеро уже обозначено как Грейт-Лейк (Great Lake).
В 1837 году были сильные морозы — погибли тысячи деревьев в окрестности Грейт-Лейк, а само озеро замёрзло.
В 1918 году в месте, где от южной оконечности Грейт-Лейк вытекает река Шаннон, началось строительство плотины Майена (Miena Dam). Проект плотины включал в себя множество контрфорсов арочного типа. Строительство плотины было завершено в 1922 году. Высота плотины была 12 м, а её длина — 360 м. На момент сооружения в 1922 году она была второй по величине плотиной такого типа в мире. В 1923 году было закончено сооружение канала (Liaweenee Canal), соединяющего верховья реки Уз и западный берег озера Грейт-Лейк.

## Рыбная ловля
Озеро Грейт-Лейк является одним из самых популярных мест для рыбной ловли в Тасмании. В озере водятся два вида пресноводной форели — кумжа (англ. brown trout — коричневая форель) и микижа (англ. rainbow trout — радужная форель). Кроме этого, в озере водятся несколько видов галаксий и парагалаксий — galaxias brevipinnis, galaxias truttaceus, paragalaxias eletroides и paragalaxias dissimillis.
Кумжу начали запускать в водоёмы Тасмании в 1864 году, а в 1870 году 120 экземпляров молодой кумжи было выпущено в Грейт-Лейк. Самая крупная кумжа, выловленная в Грейт-Лейк, весила 11,5 кг.

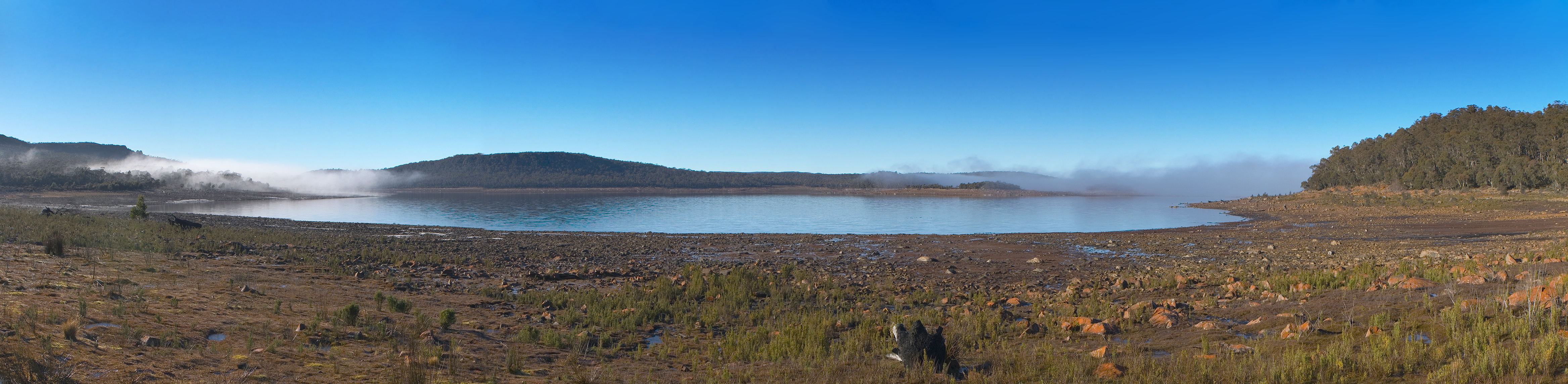
Северная оконечность озера Грейт-Лейк